# Bartłomiej Dorywalski
Bartłomiej Dorywalski (ur. 16 sierpnia 1979 we Włoszczowie) – polski polityk, prawnik i samorządowiec, w latach 2006–2010 oraz 2010–2014 burmistrz Włoszczowy, poseł na Sejm VI, IX i X kadencji (2010, od 2019), wicewojewoda świętokrzyski (2018–2019).

## Życiorys
Ukończył studia prawnicze na Katolickim Uniwersytecie Lubelskim. Na tej samej uczelni w 2015 uzyskał stopień doktora nauk prawnych na podstawie pracy pt. Strefy ochronne w świetle prawa wodnego.
Pracował jako prawnik w kancelarii notarialnej, był społecznym asystentem Przemysława Gosiewskiego. W drugiej turze wyborów w 2006 został wybrany na urząd burmistrza Włoszczowy. Bez powodzenia kandydował z listy Prawa i Sprawiedliwości w wyborach w 2007 do Sejmu, zajmując pierwsze niemandatowe miejsce. Po śmierci Przemysława Gosiewskiego w katastrofie polskiego Tu-154 w Smoleńsku uzyskał uprawnienie do objęcia po nim mandatu, na co wyraził zgodę. Ślubowanie poselskie złożył 5 maja 2010.
W wyborach samorządowych w 2010 ponownie został wybrany na burmistrza Włoszczowy, w związku z czym 29 listopada tego samego roku utracił mandat poselski. W 2014 bez powodzenia ubiegał się o reelekcję; wybory w pierwszej turze wygrał Grzegorz Dziubek. Bartłomiej Dorywalski uzyskał natomiast mandat radnego sejmiku świętokrzyskiego V kadencji.
Został pracownikiem naukowo-dydaktycznym w Wyższej Szkoły Ekonomii, Prawa i Nauk Medycznych im. prof. Edwarda Lipińskiego w Kielcach. Uzyskał także uprawnienia radcy prawnego w ramach OIRP w Kielcach.
W wyborach w 2015 bezskutecznie kandydował do Sejmu. Objął funkcję doradcy wojewody świętokrzyskiej Agaty Wojtyszek. We wrześniu 2018 został zawieszony w prawach członka PiS za „działanie na jej szkodę”. W listopadzie 2018 postępowanie zostało umorzone. Nie kandydował w kolejnych wyborach samorządowych.
27 listopada 2018 został powołany na stanowisko wicewojewody świętokrzyskiego. W wyborach w 2019 uzyskał mandat posła na Sejm IX kadencji, otrzymując w okręgu kieleckim 7386 głosów. W 2023 z powodzeniem ubiegał się o reelekcję (z wynikiem 9696 głosów).

## Odznaczenia
W 2016 odznaczony przez prezydenta RP Andrzeja Dudę Srebrnym Krzyżem Zasługi.